# Elle Macpherson
Eleanor Nancy Gow (Sídney, Nueva Gales del Sur; 29 de marzo de 1964), más conocida como Elle Macpherson, es una supermodelo y actriz australiana. Su esbelta y muy alta figura le valió el apodo de «El cuerpo». Está considerada, junto con Cindy Crawford, Linda Evangelista, Claudia Schiffer y Naomi Campbell, una de las grandes modelos tops de los años ochenta y noventa que revolucionó el mundo de la moda.[cita requerida]

## Datos biográficos
Nació en el suburbio playero de Cronulla, en Sídney, Australia, en 1964. Es la mayor de cuatro hermanos. Sus progenitores se divorciaron cuando ella tenía 14 años de edad, y su madre se volvió a casar con Neil Macpherson; entonces, Elle adoptó el apellido paterno de su padrastro. Elle estudió un año de Derecho en la Universidad de Sídney.[cita requerida]

## Moda, revistas y pasarelas

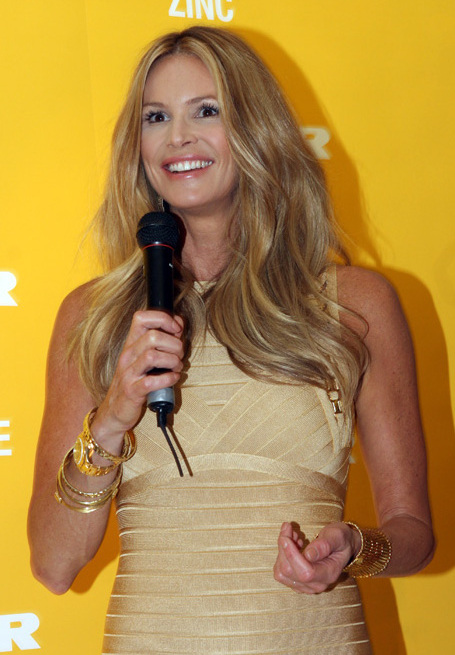
Elle Macpherson en el año 2011.

Mientras estaba de vacaciones en Aspen, Colorado, fue descubierta y contratada por la Agencia de Modelos Click. Llegó a ser una estrella internacional, por su aparición en la revista ELLE, durante seis años. A los 21 años, se casó con Gilles Bensimon, un fotógrafo y mánager creativo de esa revista. Con el tiempo, también posó para la revista Sports Illustrated Swimsuit Issue. Apareció en la portada cuatro veces.[cita requerida]
En 1986, su popularidad aumentó lo suficiente para que la revista TIME la pusiera en la portada de uno de sus números, titulándole La Gran Elle. El gobierno australiano simultáneamente le ofreció un cargo de embajadora no oficial de la Comisión de Turismo.[cita requerida]
Macpherson fue el mayor éxito financiero de las supermodelos de las pasarelas de moda en su época. En 1997, se estimó que Elle Macpherson era la supermodelo con más bienes en el mundo, cuyo valor ascendió a 40.3 millones de dólares, por encima de Cindy Crawford, en segundo lugar de la misma clasificación, cuyos bienes ascendían a 37.7 millones.[cita requerida]
Macpherson fue socia del restaurante Fashion Café, junto con las modelos Claudia Schiffer, Christy Turlington y Naomi Campbell. Macpherson es dueña de una exitosa marca de lencería llamada Elle Macpherson Intimates, cuyos productos son fabricados por la empresa neozelandesa Bendon. Elle ha hecho varios actos de caridad: por ejemplo, apoyar a los enfermos de vih-sida y a gente sin hogar.[cita requerida]
Es muy popular en Australia. En 1999, fue la quinta celebridad australiana viviente, y su imagen se publicó en un sello postal.[cita requerida]

## Cine y televisión

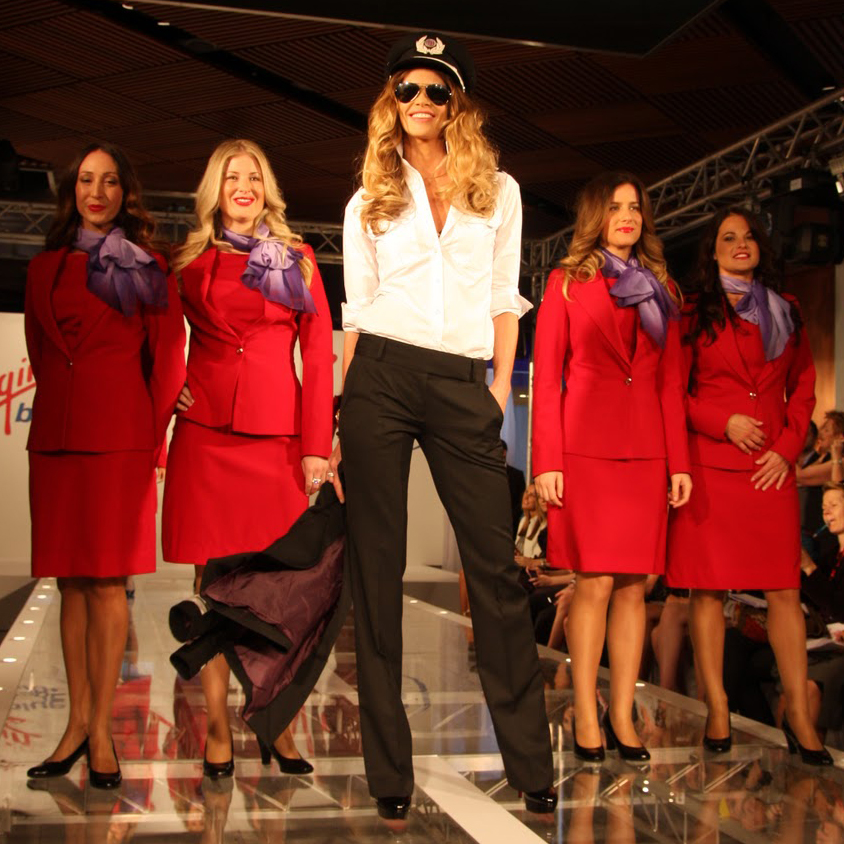
Elle desfilando para Virgin Australia, en el 2011.

Aunque en 1990 apareciera en la película Alice, de Woody Allen, su debut en el cine se produjo en 1994, con la película Sirenas, protagonizada por Hugh Grant y Sam Neill. Macpherson aumentó nueve kilogramos de peso para posar al estilo de las modelos de los años 1930. Sorprendió a admiradores y críticos por aparecer desnuda en numerosas escenas, lo cual le dio mayor publicidad que a varios actores de este filme.[cita requerida]
Actuó en el filme de Franco Zeffirelli Jane Eyre, dentro de un nutrido reparto: William Hurt, Charlotte Gainsbourg, Anna Paquin, Geraldine Chaplin, Joan Plowright; ese año también actuó en el filme Si no te casas, me mato (If Lucy Fells), con Ben Stiller y Sarah Jessica Parker. Y tendría un pequeño papel a las órdenes de Barbra Streisand en la película El amor tiene dos caras, junto a Jeff Bridges, Lauren Bacall y Pierce Brosnan.
En 1997, actuó en dos películas desiguales: como la novia de Bruce Wayne en la fallida Batman y Robin, de Joel Schumacher; y en la película El desafío, de Lee Tamahori, con guion de David Mamet, junto a Anthony Hopkins y Alec Baldwin, considerada su mejor actuación.[cita requerida]
En 1999, apareció en cinco episodios de la serie cómica televisiva estadounidense Friends, interpretando a la compañera de piso y, brevemente, novia de Joey, Janine Lecroix.[cita requerida]
Participó en más proyectos para el cine (Con amigos como estos, junto a David Strathairn y Martin Scorsese), pero centró su carrera en televisión, ya en telefilmes como Etapas de amor, junto a Rupert Everett y Sienna Miller, o en series como The Beautiful Life.[cita requerida]

## Vida privada

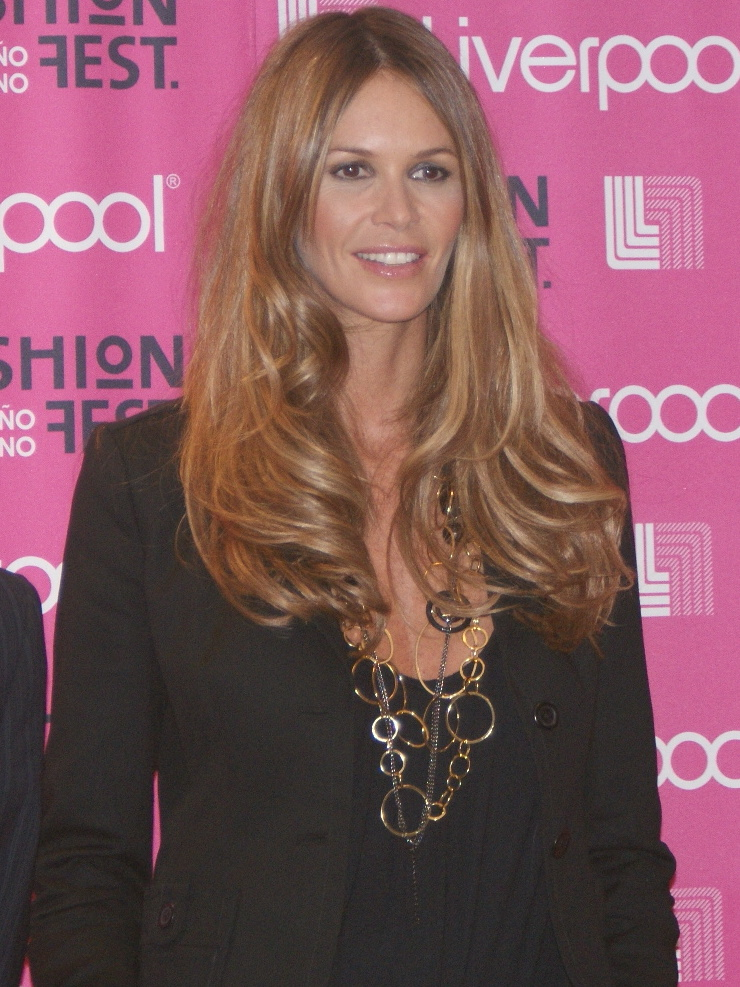
Elle Macpherson en 2008.

Elle Macpherson salió con Billy Joel a comienzos de la década de 1980. Joel afirmó que las canciones «This Night» y «And So It Goes» están basadas en su relación. 
En 1984 conoció al fotógrafo francés Gilles Bensimon durante una sesión para la revista Elle. Se casaron en mayo de 1986 y se divorciaron tres años más tarde.
Macpherson se comprometió con el financiero suizo Arpad Arkie Busson en el 2002, después de seis años de noviazgo. Tuvieron dos hijos, Arpad Flynn y Aurelius Cy Andre, pero se separaron en julio del 2005, sin haber llegado a casarse.

## Filmografía

### Cine y televisión
| Año                                            | Título                        |
| ---------------------------------------------- | ----------------------------- |
| 1990                                           | Alice                         |
| 1994                                           | Sirenas                       |
| 1996                                           | Jane Eyre                     |
| 1996                                           | Si no te casas, me mato       |
| 1996                                           | El amor tiene dos caras       |
| 1997                                           | Batman & Robin                |
| 1997                                           | El desafío                    |
| 1998                                           | Con amigos como estos...      |
| 1998                                           | Beautopia                     |
| 1999                                           | Friends (serie de televisión) |
| 2001                                           | A Girl Thing                  |
| 2001                                           | Etapas de amor                |
| 2009                                           |                               |
| The Beautiful Life (serie de televisión)       |                               |
| 2010                                           |                               |
| Britain's Next Top Model (serie de televisión) |                               |